# Jevgeni Ossinovski

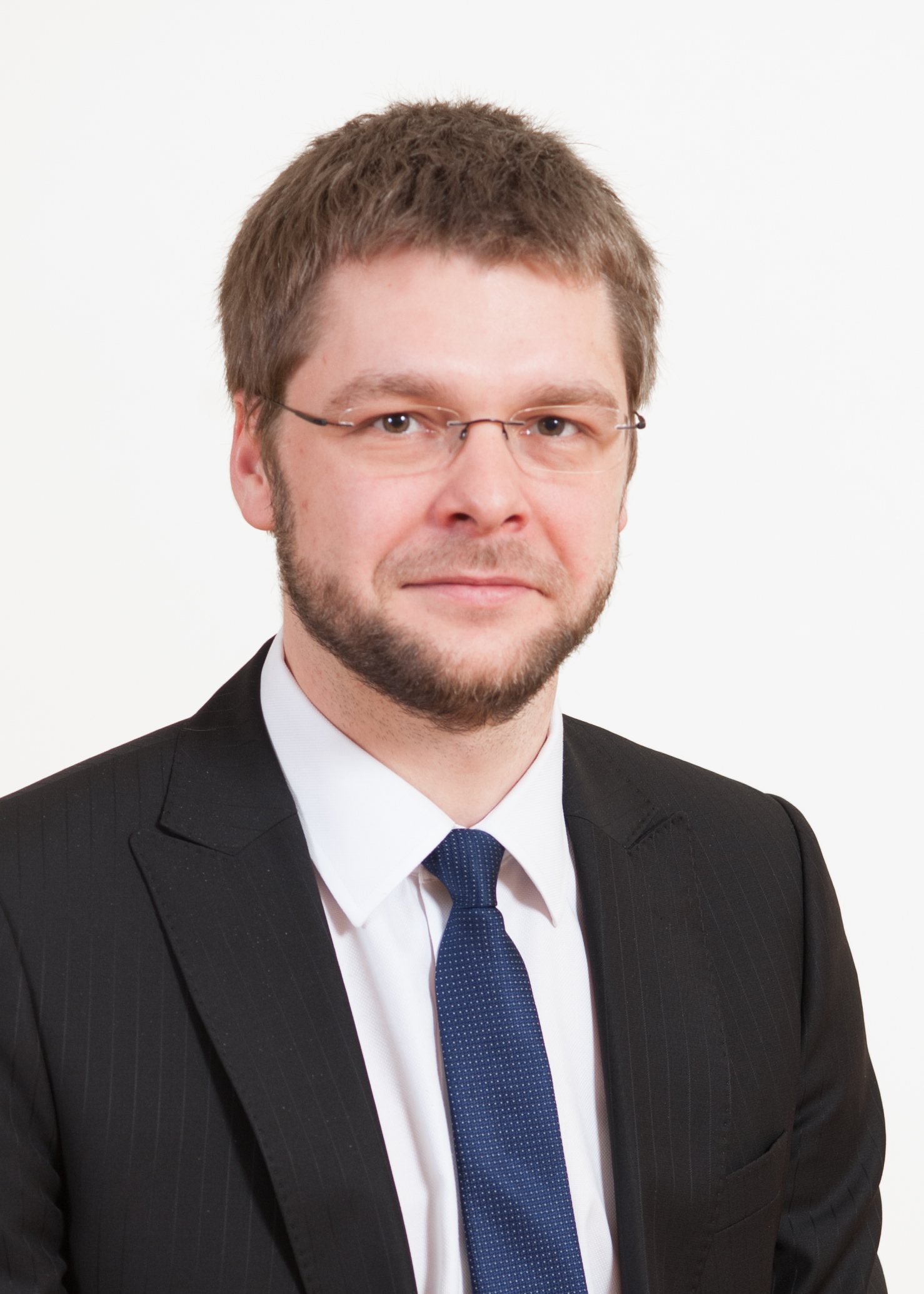
Jevgeni Ossinovski (2015)

Jevgeni Olegovich Ossinovski (russisch Евгений Олегович Осиновский Jewgeni Olegowitsch Ossinowski; * 15. März 1986 in Kohtla-Järve, Estnische SSR) ist ein estnischer Politiker. Zwischen 2014 und 2018 war er Minister in drei Regierungen und zwischen 2015 und 2019 Vorsitzender der Sozialdemokratischen Partei Estlands (SDE).

## Leben

### Jugend & Ausbildung
Im Jahr 2004 schloss er die Realschule in Tallinn (Tallinna Reaalkool) ab. Von 2004 bis 2006 leitete er eine eigene Firma. Bis 2007 studierte Ossinovski Philosophie an der Universität Tartu. 2009 erwarb er den Magistergrad im Fach Philosophie an der University of Warwick und 2010 im Fach Politik an der London School of Economics and Political Science.

### Politische Tätigkeit

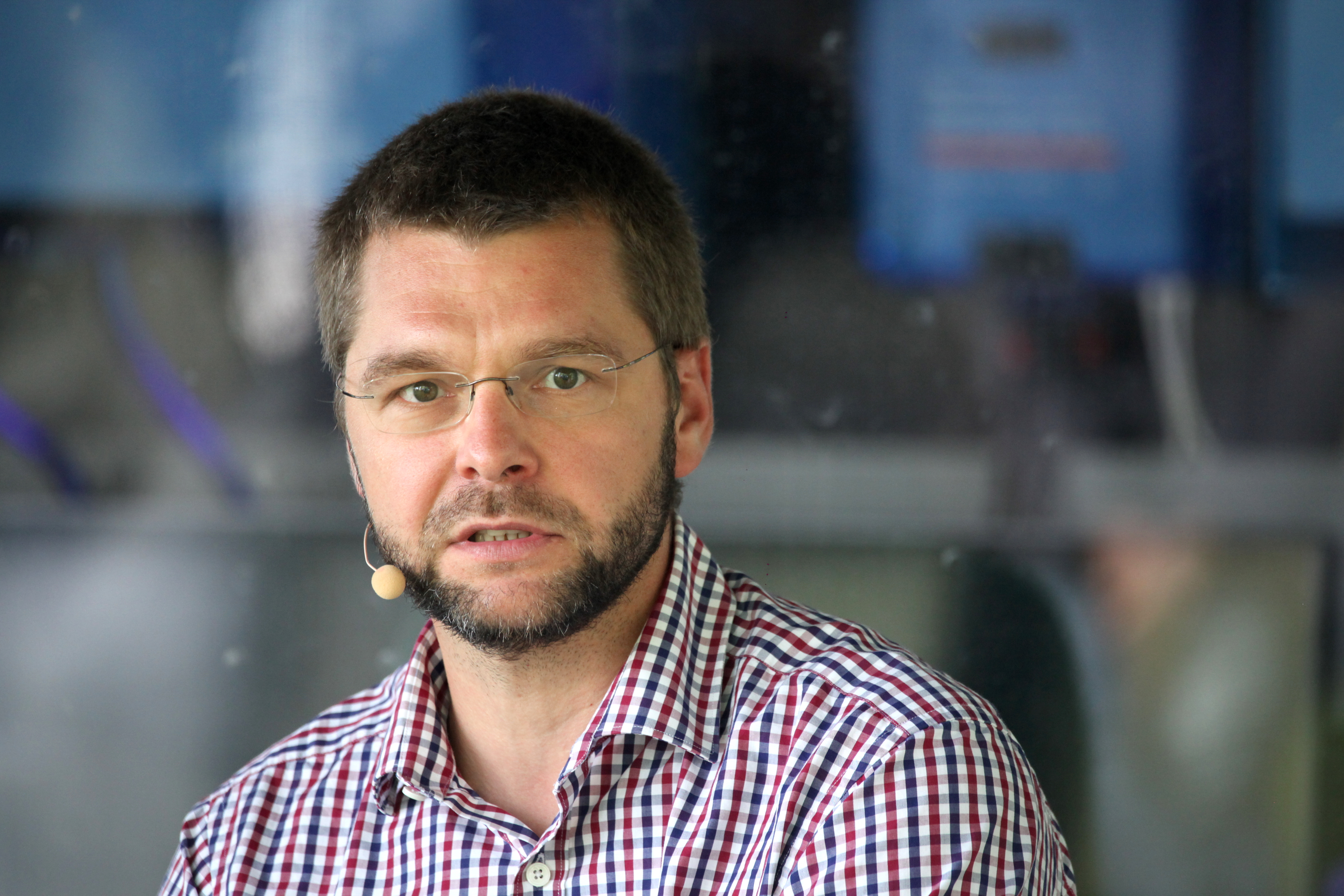
Jevgeni Ossinovski (2021)

Bei der Parlamentswahl 2011 wurde er als Abgeordneter in den Riigikogu gewählt. Im März 2014 wurde Ossinovski neuer Minister für Bildung und Forschung in der sozialliberalen Koalitionsregierung unter Ministerpräsident Taavi Rõivas.
Nach der Wahl 2015 hatte er das Amt geschäftsführend noch bis zum 9. April 2015 inne und kehrte mit Vereidigung der neuen Regierung als Abgeordneter ins Parlament zurück. Am 30. Mai desselben Jahres wurde Ossinovski, als Nachfolger von Sven Mikser, zum Parteivorsitzenden der SDE gewählt. Am 14. September 2015 wurde er im Rahmen einer Kabinettsumbildung Arbeits- und Gesundheitsminister im Kabinett Rõivas II. Nach dem Zusammenbruch der Koalition im November 2016 behielt er seinen Ministerposten auch im Kabinett der neuen Regierung unter Jüri Ratas. Im April 2018 gab Ossinovski bekannt sich in Vorbereitung der Parlamentswahl 2019 ganz auf sein Amt als Parteivorsitzender konzentrieren zu wollen. Am 2. Mai wurde Riina Sikkut als seine Nachfolgerin im Ministeramt vereidigt. Ossinovski kehrte als Abgeordneter ins Parlament zurück und übernahm den Vorsitz der SDE-Fraktion.
Bei den Wahlen 2019 konnte er erneut einen Sitz im Riigikogu erringen. Da seine Partei allerdings Verluste hinzunehmen hatte und nicht mehr Teil der Regierung wurde, übernahm Ossinovski zwar zunächst wieder den Fraktionsvorsitz, kündigte aber an bei der nächsten Wahl des Parteivorsitzenden nicht mehr zur Verfügung zu stehen. Zu seinem Nachfolger wurde am 9. Juni 2019 Indrek Saar gewählt, der in der Folge auch den Fraktionsvorsitz übernahm. Nach den Kommunalwahlen in Estland 2021 übernahm er das Amt des Stadtpräsidenten / Vorsitzenden des Stadtrates von Tallinn. Im April 2024 wurde er zum Bürgermeister von Tallinn gewählt.

### Privates
Ossinovski ist der Sohn des in Kasachstan geborenen Unternehmers Oleg Ossinovski (* 1966). Er gehört der russischsprachigen Minderheit in Estland an.
Jevgeni Ossinovski ist verheiratet und Vater eines Sohnes und einer Tochter.